# Dayton-Wright Company
La Dayton-Wright Company fue formada en 1917, tras la declaración de guerra entre Estados Unidos y Alemania, por un grupo de inversores de Ohio que incluía a Charles F. Kettering y Edward A. Deeds de la Dayton Engineering Laboratories Company (DELCO). Orville Wright prestó su nombre y se desempeñó como consultor, pero, aparte de la localización en Dayton de una de sus tres fábricas de las originales de la Wright Company, era la única conexión con los hermanos Wright. Además de la planta 3 (los antiguos edificios de la Wright Company), Dayton-Wright operó factorías en Moraine (planta 1, la principal) y Miamisburg (planta 2), Ohio. En el transcurso de la guerra, Dayton-Wright produjo alrededor de 3000 DH-4, así como 400 entrenadores Standard SJ-1. La compañía resultó dañada por la reputación de los DH-4 producidos de ser "ataúdes llameantes" o "ataúdes volantes", aunque en realidad no se incendiaban más que el resto de aeronaves, y por los escándalos a los que se enfrentó.

## Historia

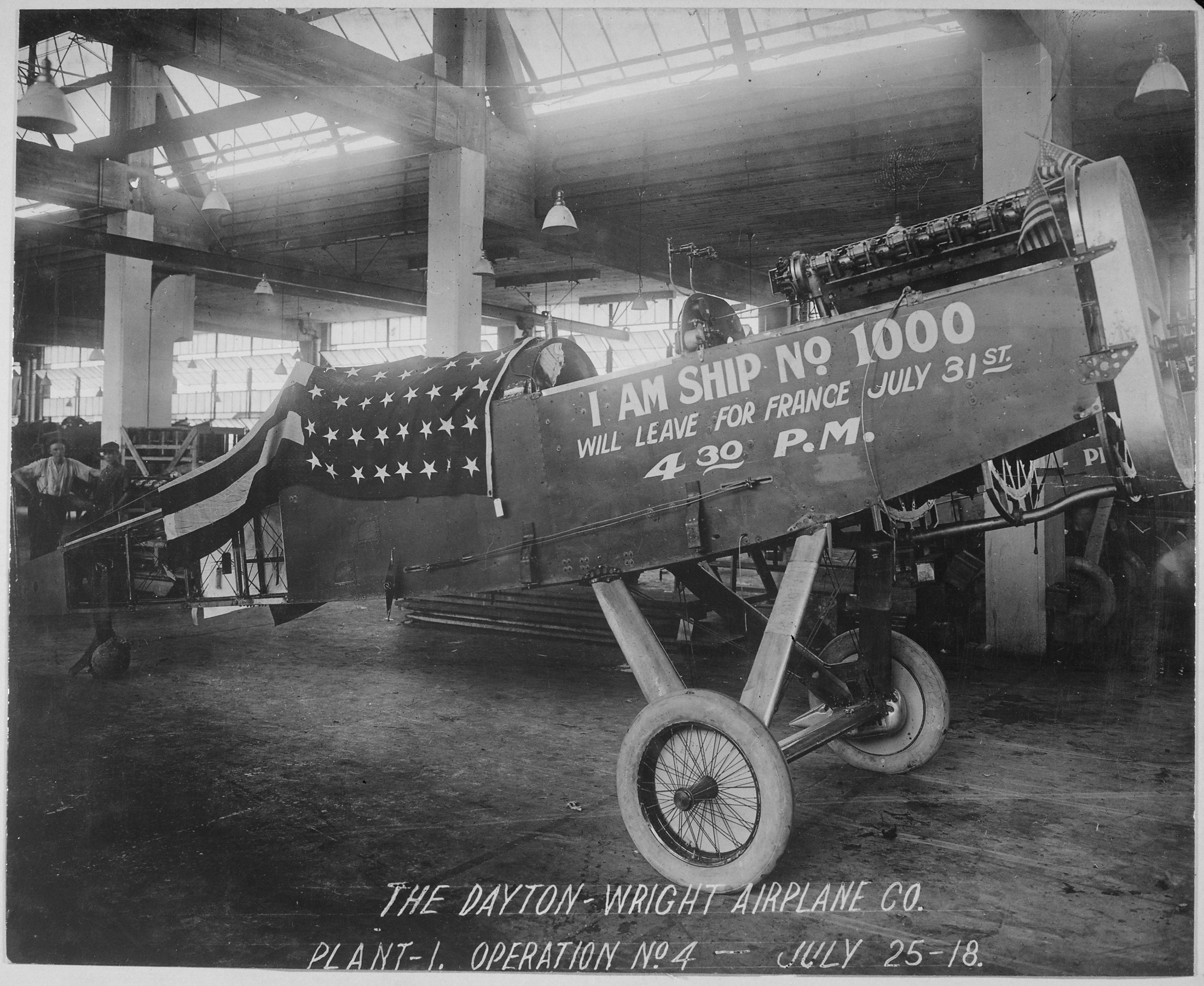
El DH-4 número 1000 construido por Dayton-Wright.

Deeds y Kettering habían trabajado juntos anteriormente en varias empresas. La DELCO de Deeds producía motores de arranque desarrollados por Kettering. Los dos usaron los beneficios de DELCO para formar la Dayton Metal Products Company. Luego formaron la Dayton Airplane Company en 1917, que fue reorganizada como Dayton-Wright Company en abril. Cuando comenzó la guerra, Deeds fue reclutado y puesto a cargo de adquisiciones para la Oficina de Producción de Aeronaves. Se despojó de sus intereses financieros en Dayton-Wright, pero concedió a la compañía dos contratos para producir más de 4000 aviones DH-4 y Standard SJ-1. Dada la inexperiencia de la compañía, el tamaño del contrato provocó denuncias por favoritismo. Un comité del Senado de los Estados Unidos corroboró estas alegaciones, y el presidente estadounidense Woodrow Wilson designó una comisión encabezada por Charles Evans Hughes, futuro Presidente del Tribunal Supremo de los Estados Unidos, para realizar la investigación. Aunque se documentaron la mala gestión y el favoritismo, no se presentaron cargos, y la compañía sobrevivió al escándalo. Pasó a producir el XPS-1, el primer avión del Ejército de los Estados Unidos con tren de aterrizaje retráctil.
En 1919, Dayton-Wright construyó una versión limusina del DH-4, el monoplaza Messenger, y un triplaza. En 1920, Milton C. Baumann diseñó el avión de carreras RB-1, con ala de madera de balsa sólida, cabina cerrada y tren de aterrizaje retráctil, junto con flaps de borde de ataque y de fuga de cambio de cámara operados por varillas.
En 1923, la Dayton-Wright Company acababa de empezar a construir el avión de asientos lado a lado TW-3, propulsado por motores Wright E excedentes de la Primera Guerra Mundial (Hispano-Suiza de 180 hp de construcción estadounidense), cuando fue cerrada por la compañía matriz General Motors, que la había comprado en 1919. Sus derechos de diseño, el diseñador jefe (Coronel Virginius E. Clark) y el contrato del TW-3 fueron adquiridos por la recién formada Consolidated Aircraft Corporation de Búfalo (Nueva York), ese mismo año. Por consiguiente, los aviones TW-3 fueron entregados como Consolidated TW-3.

## Productos

### Aeronaves

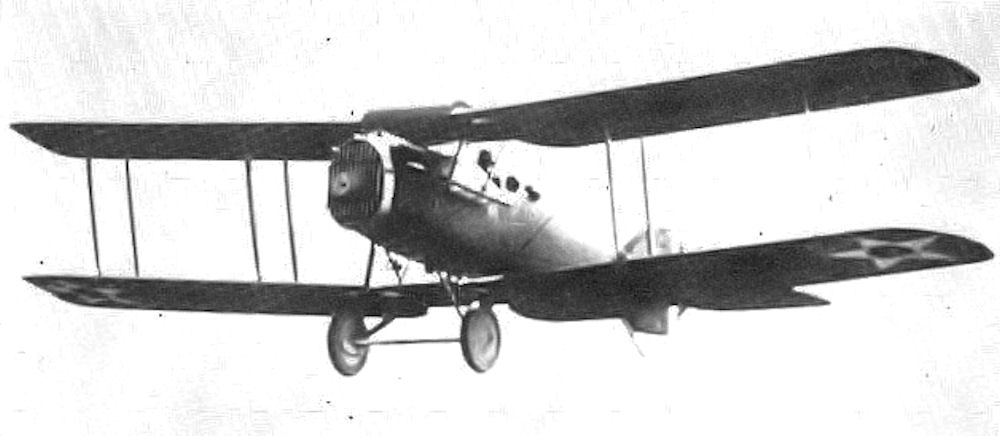
Dayton-Wright XB-1A.

| Modelo                          | Primer vuelo | Construidos | Tipo                                      |
| ------------------------------- | ------------ | ----------- | ----------------------------------------- |
| Dayton-Wright FS                | 1917         | 2           | Entrenador biplano monomotor              |
| Dayton-Wright DH-4              | 1917         | 3106        | Bombardero biplano monomotor              |
| Dayton-Wright Messenger         | 1918         | 1           | Avión de reconocimiento biplano monomotor |
| Dayton-Wright OW.1 Aerial Coupe | 1919         | 1           | Avión de turismo biplano monomotor        |
| Dayton-Wright RB-1 Racer        | 1920         | 1           | Avión de carreras monoplano monomotor     |
| Dayton-Wright FP.2              | 1921         | 1           | Avión de observación biplano bimotor      |
| Dayton-Wright KT Cabin Cruiser  | 1921         | 4           | Avión de turismo biplano monomotor        |
| Dayton-Wright XPS-1             | 1923         | 3           | Caza interceptor monoplano monomotor      |
| Dayton-Wright XB-1A             |              | 40-44       | Caza biplano monomotor                    |

### Misiles
- Kettering Bug